# William Miguel Gonzales Núñez
William Miguel Gonzales Núñez es un político peruano. Fue Alcalde distrital de Haquira entre 1999 y 2002.
Nació en Haquira, departamento de Apurímac, Perú, el 24 de septiembre de 1960 hijo de Cirilo Gonzales Arredondo y Eulalia Núñez Bolívar. Cursó sus estudios primarios en su localidad natal y los secundarios en el Colegio Ciencias de la ciudad del Cusco. Entre 1979 y 1981 cursó en la Escuela Superior de Educación Profesional (ESEP) del Cusco los estudios técnicos de enfermería y entre 1982 y 1988 cursó en la Universidad Nacional de San Antonio Abad del Cusco los cursos de ingeniería zootecnia obteniendo el grado de bachiller.
En las elecciones municipales de 1998, fue elegido alcalde distrital de Haquira por el entonces aún Movimiento Independiente Somos Perú al obtener el 42.944% de los votos de esa circunscripción. Posteriormente, ya afiliado al Frente Popular Llapanchik, postuló sucesivamente a consejero regional en las elecciones regionales del 2002 y alcalde provincial de Cotabambas en las elecciones municipales del 2006. Postuló a las elecciones regionales del 2010 como candidato a vicepresidente del Movimiento Popular Kallpa junto con el ex congresista por Apurímac Michael Martínez Gonzales sin éxito. Finalmente, en las elecciones municipales del 2014 volvió a tentar la alcaldía provincial de Cotabambas por el Movimiento Independiente Fuerza Campesina Regional sin obtener la representación.
Entre 2009 y 2010 fue Gerente Subregional de Cotabambas del Gobierno Regional de Apurímac y entre 2011 y 2012 fue sub representante legal del Consorcio Las Bambas.